# Liste der Monuments historiques in Jouy-le-Châtel
Die Liste der Monuments historiques in Jouy-le-Châtel führt die Monuments historiques in der französischen Gemeinde Jouy-le-Châtel auf.

## Liste der Bauwerke
| Bezeichnung     | Beschreibung | Standort | Kennzeichnung | Schutzstatus | Datum | Bild           |
| --------------- | ------------ | -------- | ------------- | ------------ | ----- | -------------- |
| Kirche St-Aubin |              | (Lage)   | PA00087041    | Inscrit      | 1926  | weitere Bilder |

## Liste der Objekte
Zum Verständnis siehe: Kirchenausstattung
- Monuments historiques (Objekte) in Jouy-le-Châtel in der Base Palissy des französischen Kultusministeriums